# 八戸らーめん

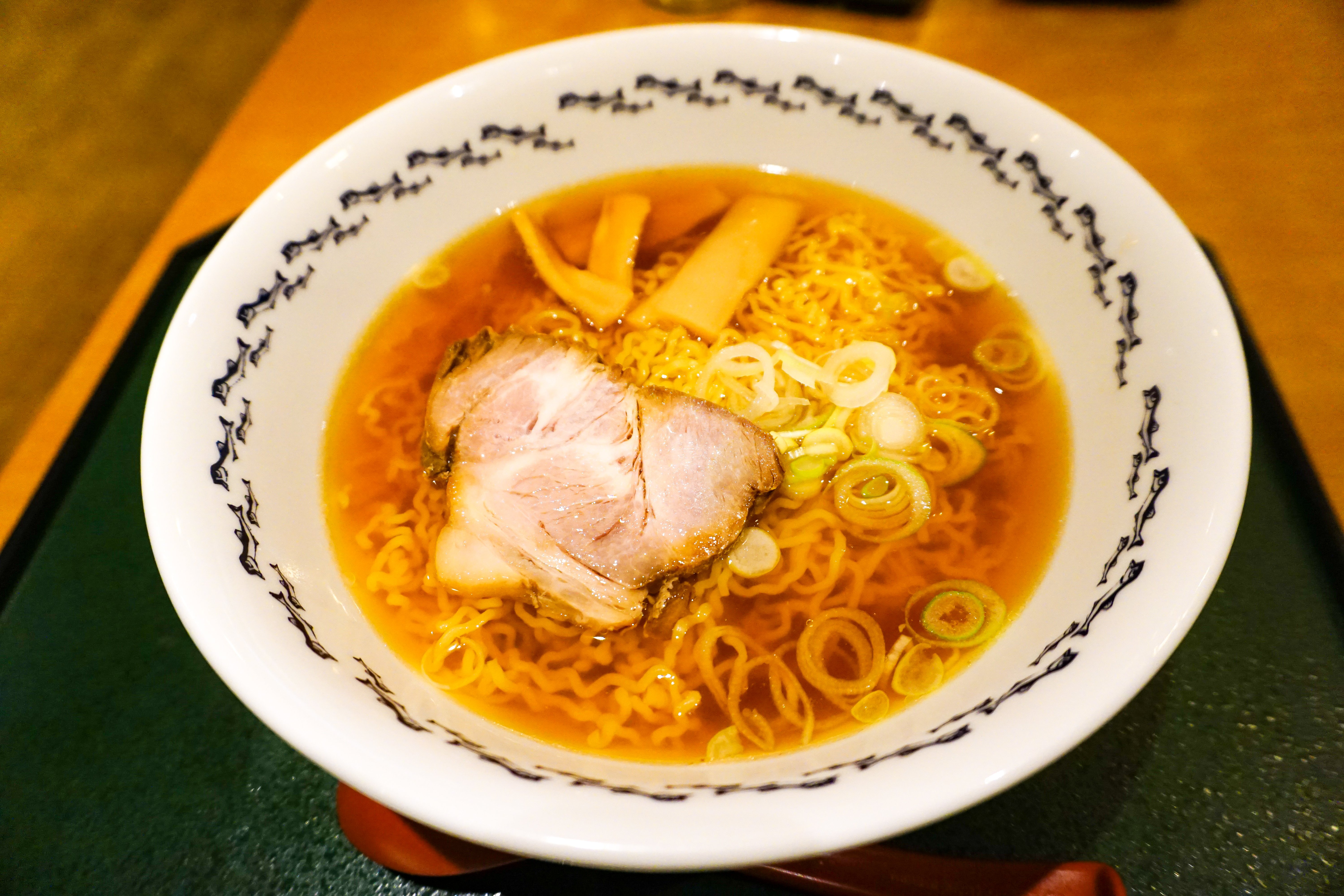
八戸らーめん（いかめしや烹鱗）

八戸らーめん（はちのへらーめん）とは、青森県八戸市で食されるラーメン（ご当地ラーメン）。

## 概要
初めて食べたのに、なぜか懐かしく感じる。心まで温かくなるらーめん。八戸らーめん。その構想は、東北新幹線八戸駅開業を機に、八戸商工会議所が打ち出したものである。その後、市内飲食店経営者が中心となって2002年９月に八戸らーめん会を設立。地元で長い歴史を持ち、親しまれているラーメンを「ご当地ラーメン」として復刻し、現在は市内外の飲食店で提供している。キャッチコピーは「懐かしの昔味」。なお、ロゴマークやキャッチコピーは八戸らーめん会の登録商標である。

### 八戸らーめんの特色
スープには、親鶏ガラと長ネギ・ニンニクなどの地元食材をふんだんに使い煮干でだしを取る。特製の醸造醤油で仕上げる味は、あっさりと煮干しの風味も漂い、どこか懐かしさを感じさせる。麺は手もみの細縮れ麺が特徴。トッピングはシンプルな葱・チャーシュー・メンマ（シナチク）の組み合わせ。取り扱い飲食店では、特製の丼で提供されるのも特徴である。
上述したスープは、基本形として取り扱い飲食店で提供されているため、一定の味は担保されている。無論、取り扱い店により僅かに味の特色も異なるため、好みの店の八戸らーめんを探すのもまた一興である。

### 冷やし八戸中華
八戸らーめんの販売開始5周年を記念して誕生した夏向けの商品。タレには青森県産りんご酢を使い、具材にチャーシュー・卵・トマト・キュウリ・もやし、麺にレタスとワカメを盛りつけて会員飲食店や土産品で販売されていた。現在は販売していない。

## 八戸らーめんの開発・復刻
元々は新幹線八戸駅実行委員会が東北新幹線八戸駅延伸開業に伴い開発・復刻されたものである。
八戸市では昔から煮干をベースにしたラーメンが食されていて、その起源は大正時代に中国人が八戸で煮干だしのラーメン店を開業したことに由来する。
しかし80年代頃から煮干だしのラーメンは次第に若者に敬遠され廃れていったため、新たに再評価のきっかけとすることも目的とした。開発当初は海鮮素材を使ったラーメンも想定されていたが、最終的には煮干だしのシンプルなスタイルに落ち着いた。
なお、同時期に新横浜ラーメン博物館が企画し、佐野実がプロデュースした「八戸支那そば」があるが、内容が異なりあくまでも別個のものである。

## 沿革
- 1923年（大正12年）頃 - 東京で十数台のラーメン屋台を経営していた中国人・鄭克銓（ていこくせん）が関東大震災で被災し八戸町十八日町に移住。
- 1928年（昭和3年）- 鄭克銓が中国・福建省から陳という中国人を呼び寄せ、煮干・地鶏ガラ等を使った支那そばを開発、八戸町六日町に「来々軒」を開店。
- 2002年（平成14年）9月2日 - 「八戸らーめん会」を発足。
- 2003年（平成15年）11月 - 「八戸らーめん」の販売数が１年間で100万食を突破[2]。
- 2007年（平成19年）5月19日 - 「冷やし八戸中華」発売開始。

## 普及に向けての取組み
八戸らーめんを普及させるため、2009年8月25日から、八戸市内の小中学校の給食で「冷やし八戸中華」が登場した。

## 取り扱い店
八戸市内及び近隣町村のほか、東京都や宮城県、福島県の飲食店で食べることが出来る。
また、自宅でも楽しめるよう、土産品（5食入り、2食入り）も販売されている。